# Де ла Белья, Альберто
Альберто де ла Белья Мадуэньо (англ. Alberto de la Bella Madueño; 2 декабря 1985, Санта-Колома-де-Граменет) — бывший испанский футболист, играл на позиции защитника.

## Биография
Де ла Белья начал свою карьеру в местном футбольном клубе «Грамене». Кроме этого клуба футболист выступал за команды «В» в различных частях страны в течение трех сезонов на правах аренды и как полноправный игрок (в сезоне 2008/09 он играл, к примеру, в запасе «Севильи» в Сегунде, откуда клуб вылетел).
В 2009 году де ла Белья подписал контракт с футбольным клубом той же категории «Реал Сосьедад». Он заменял в команде ушедшего в «Атлетик Бильбао» Хавьера Кастильо.